# Dagong (köpinghuvudort i Kina, Jiangsu Sheng, lat 32,62, long 120,52)
Dagong är en köpinghuvudort i Kina. Den ligger i provinsen Jiangsu, i den östra delen av landet, omkring 170 kilometer öster om provinshuvudstaden Nanjing. Antalet invånare är 57 522. Befolkningen består av 30 292 kvinnor och 27 230 män. Barn under 15 år utgör 8,0 %, vuxna 15-64 år 71 %, och äldre över 65 år 19,0 %.
Runt Dagong är det tätbefolkat, med 819 invånare per kvadratkilometer. Närmaste större samhälle är Fu'an, 8,1 km nordväst om Dagong. Trakten runt Dagong består till största delen av jordbruksmark.
Genomsnittlig årsnederbörd är 1 189 millimeter. Den regnigaste månaden är juli, med i genomsnitt 248 mm nederbörd, och den torraste är januari, med 30 mm nederbörd.